# Kostel Nejsvětější Trojice (Rokycany)
Kostel Nejsvětější Trojice v Rokycanech se nachází na pozemku parku U Plzeňské brány v západní části města.

## Historie
Kostel byl vystavěn novoutrakvisty mezi lety 1609 a 1615 za tehdejšími městskými hradbami. Od roku 1624, kdy byl násilně rekatolizován, až do roku 2003 patřil katolické církvi, přičemž v roce 2003 byl vladykou Kryštofem vysvěcen jako pravoslavný chrám Pravoslavné církve.
Dne 12. září 1784 odolal velkému požáru města. Mezi lety 1791 a 1801 v něm byl za francouzsko-rakouských válek vojenský sklad.
V minulosti kolem kostela stál hřbitov, na němž se až do roku 1931 pohřbívalo, zrušen byl v roce 1967. Dodnes u kostela stojí pár náhrobků, které jsou dnes součástí parku.
Kostel je památkově chráněný od roku 1992.

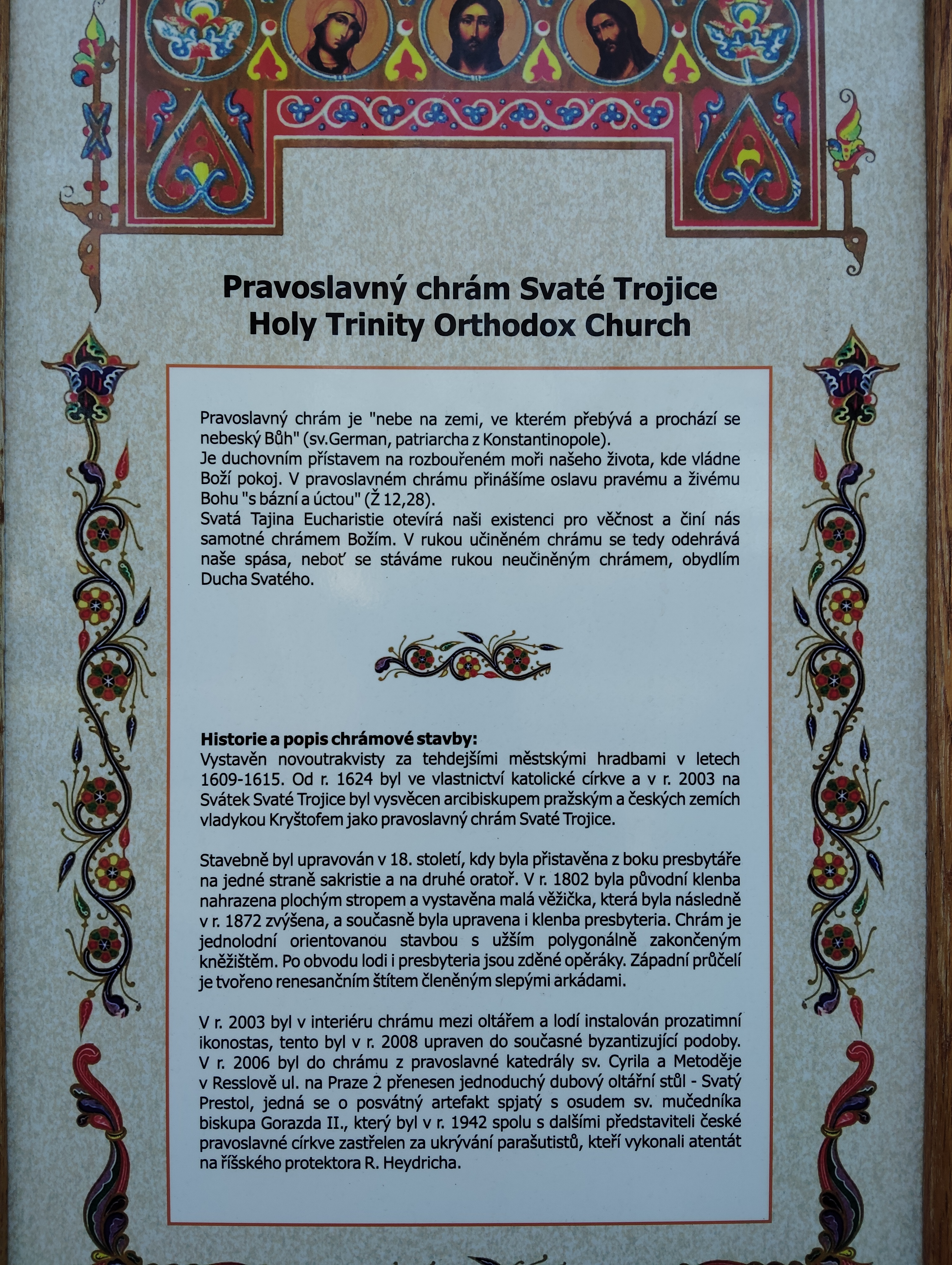
Deska pojednávající o historii kostela

## Popis
Jedná se o jednolodní budovu se dvěma vysokými třípatrovými renesančními štíty. K budově přiléhá kněžiště. Exteriér kostela, včetně kněžiště, je opatřen opěrnými pilíři. Po stranách kněžiště se nachází sakristie a oratorium, které byly postaveny v 18. století. Věž kostela, nacházející se na jihozápadní straně, byla vystavěna roku 1802 a zvýšena v roce 1872. Roku 1872 proběhla také úprava kněžiště, kdy na jeho valenou klenbu byla připevněna gotická žebra, která tvoří síťový vzorec. Loď není klenuta. Loď je od kněžiště oddělena ikonostasem, který byl do své současné podoby upraven roku 2008.
Z chrámu sv. Cyrila a Metoděje v Resslově ulici na Praze 2 byl roku 2006 převezen dubový oltářní stůl - Svatý Prestol, posvátný artefakt spojený s osudem sv. mučedníka biskupa Gorazda II.

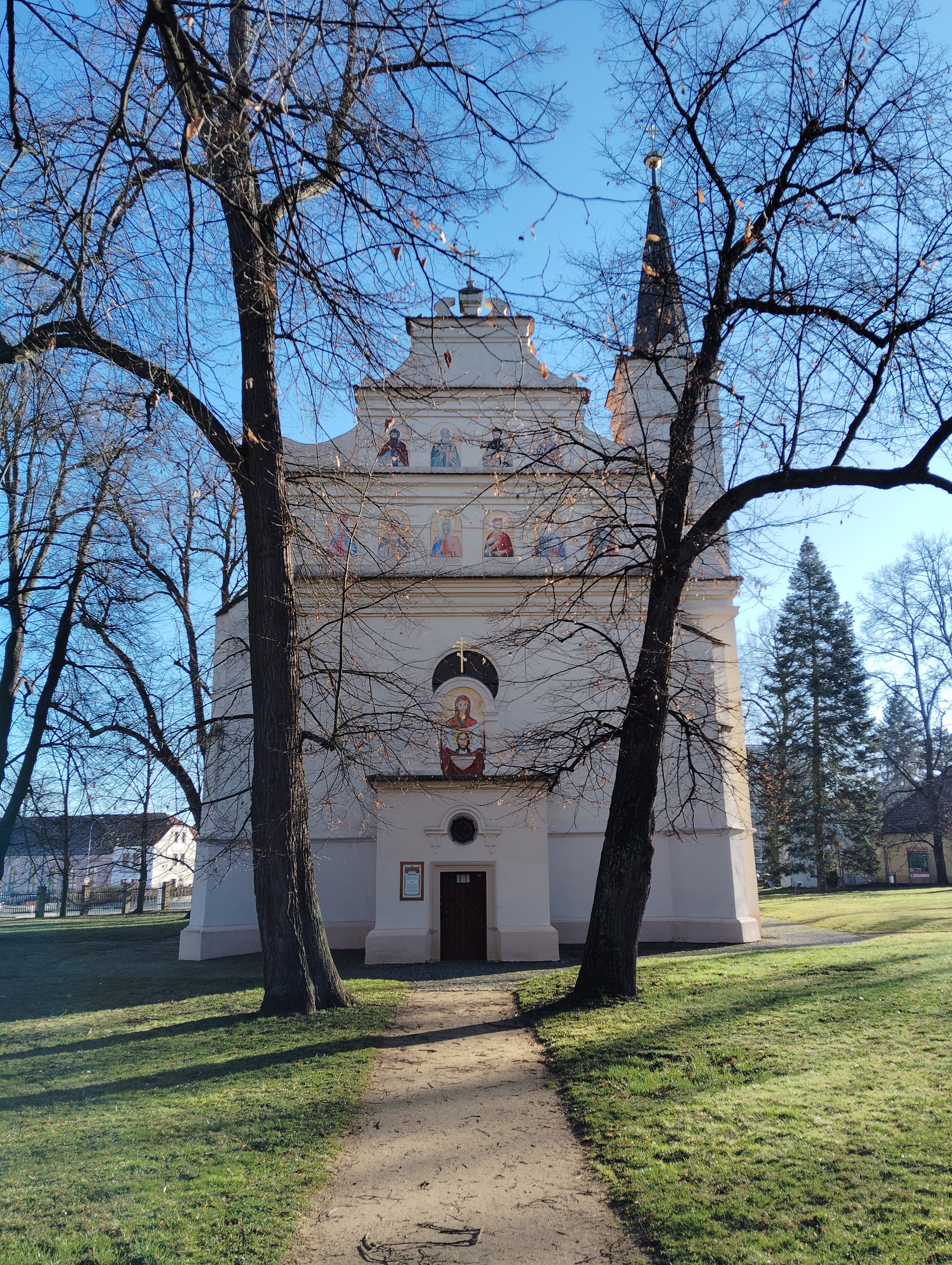
Západní strana kostela s vyobrazenými svatými

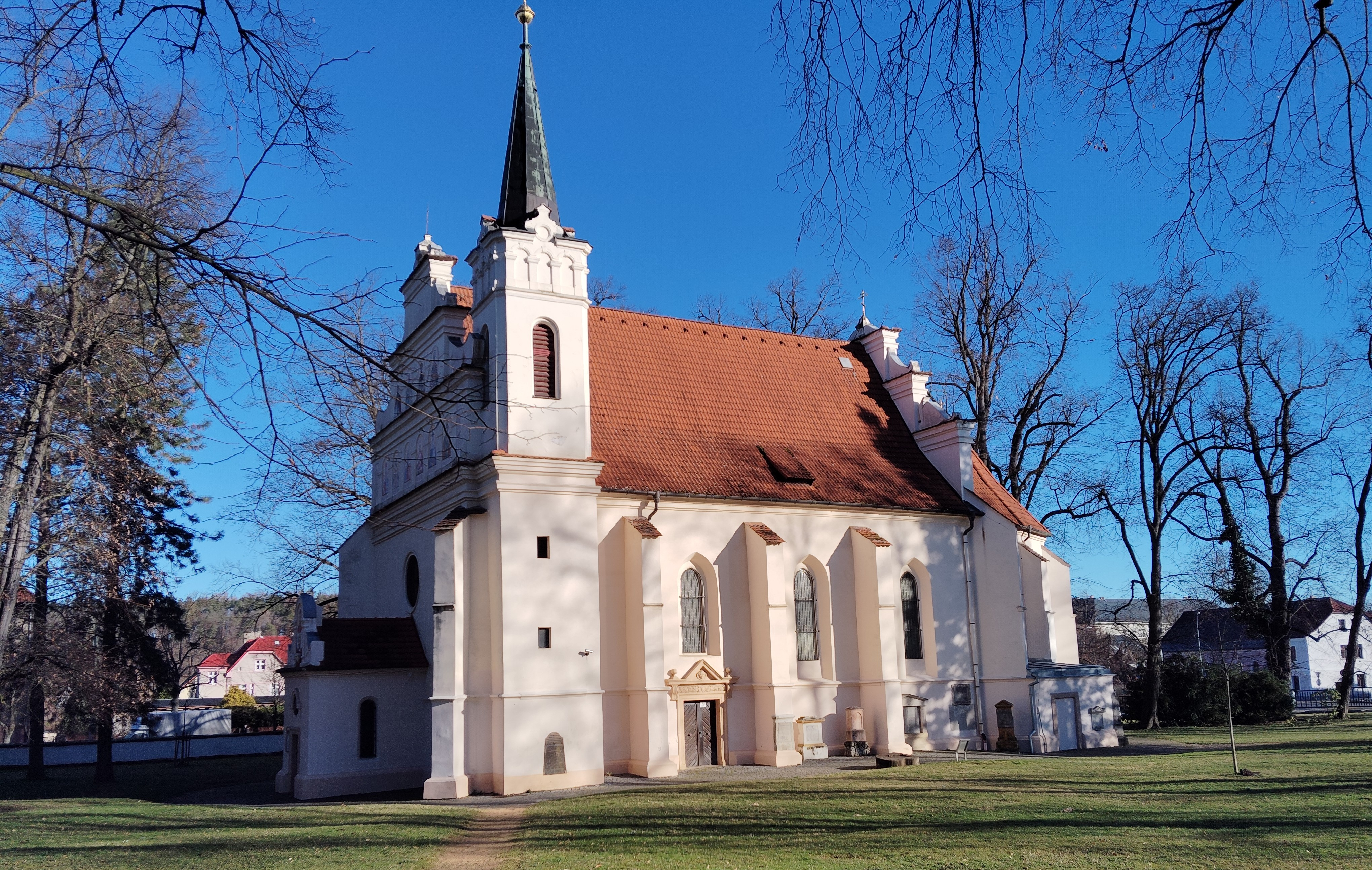
Jižní strana kostela